# 필립 젝

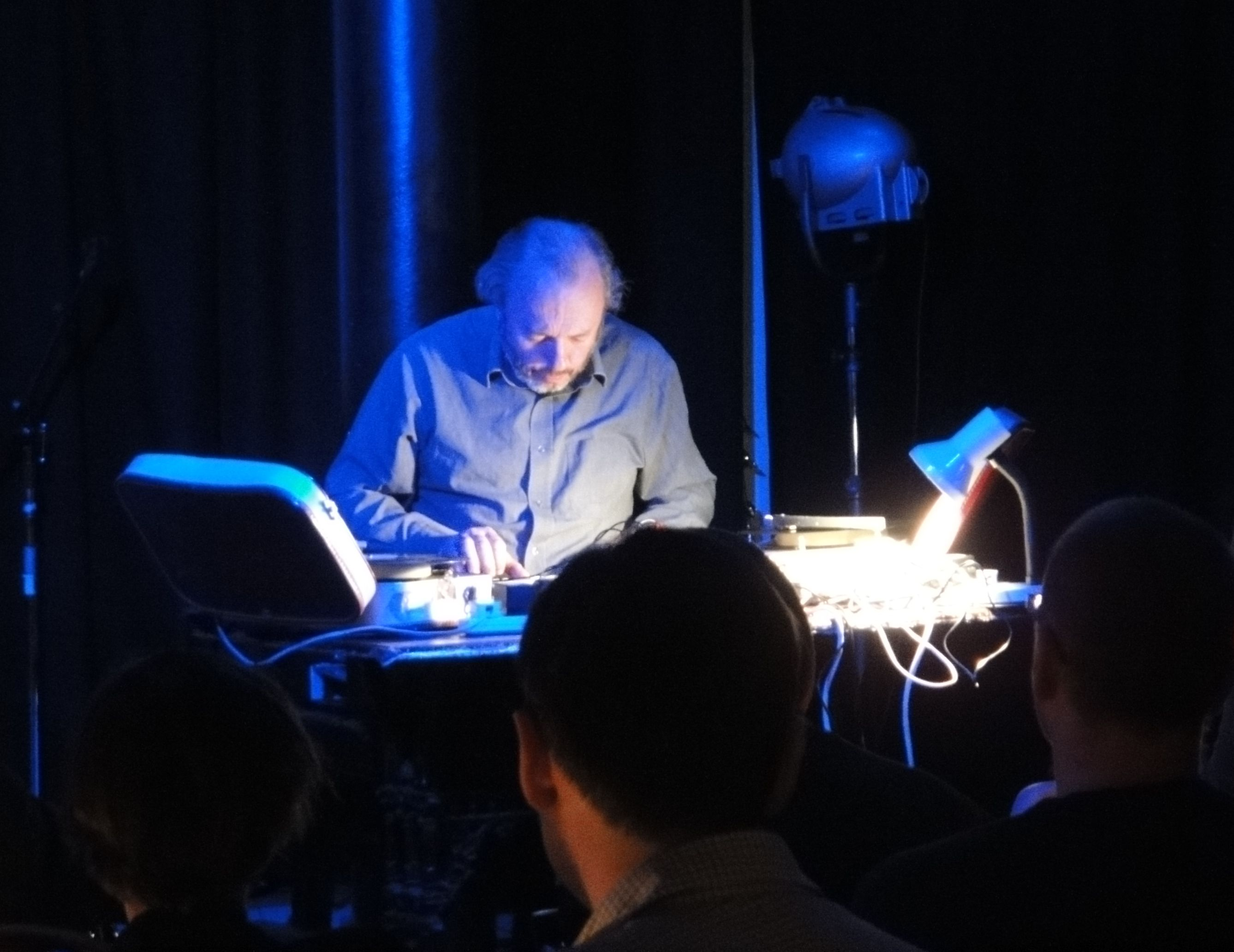
2011년 필립 젝의 모습

필립 젝(Philip Jeck, 1952년 11월 15일 ~ 2022년 3월 25일)은 잉글랜드의 작곡가 겸 멀티미디어 예술가이다. 골동품 턴테이플이나 LP, 음악의 루프, 아날로그 및 디지털 효과를 활용해 작곡하는 것으로 유명했다. 처음에는 설치미술이나 무용을 위한 작곡을 하다가 1995년부터 영국의 레이블 터치에서 음악을 발매하였다.

## 어린 시절
젝은 1952년 영국에서 태어났다. 데번주의 다팅턴 예술 대학에서 시각 예술을 전공했으며, 1979년 뉴욕을 방문하고 월터 기븐스와 래리 레반과 같은 DJ의 작품을 소개받은 후 레코드에 관심을 가지기 시작했다.

## 경력
젝은 1980년대 초 레코드 플레이어와 전자 장치를 사용한 작곡을 탐구하기 시작했다. 초기에는 로리 부스와의 5년간의 협업을 포함해 무용 및 극단을 위한 음악을 만들었고 공연했다. 또한 채널 4의 댄스 영화 《비욘드 제로》와 BBC Two의 페이스의 음악을 만들었다. 젝은 1993년 작품인 《Vinyl Requiem》으로 널리 알려져 있으며, 이 작품은 180 대의 단세트 레코드 플레이어, 12대의 슬라이드 프로젝터, 2대의 필름 프로젝터를 사용한 공연이었다. 처음에는 한 번만 공연할 생각으로 기획했지만, 계속해서 추가 공연을 조직했다. 이 공연은 1993년 타임아웃 퍼포먼스 어워드를 수상했다.
젝은 1995년 터치와 계약을 맺고 《Surf》 (1998), 《Stoke》 (2002), 《7》 (2003) 등 잘 알려진 작품을 발매하기 시작했다. 2004년에는 작곡가 개빈 브라이어스의 작품 "타이타닉호의 침몰"(The Sinking of the Titanic)을 녹음하기 위해 얼터 에고와 협업했다. 젝이 발매한 많은 정규 음반은 라이브 퍼포먼스와 미니디스크 녹음기를 결합한 음악이 많다. 2008년 음반 《Sand》는 와이어에서 그해 올해의 음반 2위로 선정했다.
자 워블, 데이비드 실비언을 포함한 음악가와 협업했다.

## 죽음
젝은 2022년 3월 25일 짧은 질병으로 69세의 나이로 사망했다.

## 디스코그래피

### 정규 음반 및 라이브 녹음
- Loopholes (1995, Touch)[12]
- Surf (1998, Touch)[12]
- Live in Tokyo (2000, Touch)[12]
- Vinyl Coda I–III (2 CDs) (2000, Intermedium Records)[12]
- Vinyl Coda IV (2001, Intermedium Records)[12]
- Stoke (2002, Touch)[12][13]
- 7 (2003, Touch)[12][14]
- Sand (2008, Touch)[12][15]
- Suite. Live in Liverpool (2008, Touch)[12]
- An Ark for the Listener (2010, Touch)[12]
- Cardinal (2015, Touch)[12][15]
- Iklectik (2017, Touch)[12]

### 협업 음반
- Soaked with Jacob Kirkegaard (2002, Touch)[12]
- Live in Leuven with Jah Wobble and Jaki Liebezeit (2004, Hertz)[12][16]
- Songs for Europe with Janek Schaefer (2004, Asphodel)[12][17]
- The Sinking of the Titanic with Alter Ego and Gavin Bryars (2007, Touch)[16][15]
- Spliced with Marcus Davidson (2010, Touch)[12][16]
- Stardust with Faith Coloccia (2021, Touch)[12][16]
- Oxmardyke with Chris Watson (2023, Touch)[12][16]